# Denny-Brown-Syndrom
Das Denny-Brown-Syndrom (Subakute sensorische Neuropathie, Ganglionitis) gehört zu den paraneoplastischen Polyneuropathien, d. h. eine Erkrankung der peripheren Nerven auf dem Boden eines malignen Tumors, hier meist ein sogenanntes kleinzelliges Bronchialkarzinom.
Beim Denny-Brown-Syndrom sind vor allem die sensorischen Fasern betroffen, mit Degeneration spinaler und autonomer Ganglien. Hieraus resultieren über Wochen und Monate progrediente, distal betonte schmerzhafte Parästhesien, im weiteren Verlauf Störungen der Tiefensensibilität mit ausgeprägter sensibler Ataxie und Pseudo-Athetose und Störungen der autonomen Regulation. Es können Anti-Hu-Antikörper positiv sein, seltener CV2/CRMP5-, Amphiphysin- und ANNA-3-Antikörper.